# Kabinetsformatie Nederland 2010

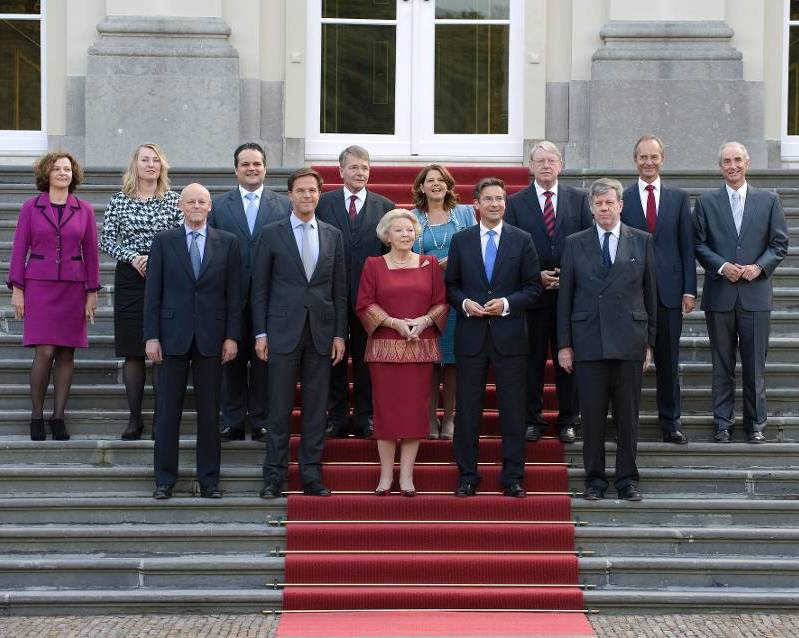
De bordesscène: koningin Beatrix presenteert als hoofd van de regering de ministers van het kabinet-Rutte I voor paleis Huis ten Bosch op 14 oktober 2010.

Een kabinetsformatie vond plaats in Nederland na de Tweede Kamerverkiezingen van 9 juni 2010. Dit leidde na 127 dagen tot de beëdiging van het kabinet-Rutte I. Het kabinet bestond uit de conservatief-liberale Volkspartij voor Vrijheid en Democratie (VVD) en het Christen-Democratisch Appèl (CDA), met gedoogsteun van de radicaal-rechtse Partij voor de Vrijheid (PVV).
De formatie begon met een verkenning door informateur Uri Rosenthal en later Herman Tjeenk Willink. Er werd onderhandeld met paarsplus bestaande uit VVD, Partij van de Arbeid (PvdA), Democraten 66 (D66) en GroenLinks. Ondanks de vergevorderde gesprekken onder leiding van Rosenthal en Jacques Wallage werden op 20 juli de besprekingen beëindigd.
Informateur Ruud Lubbers verkende daarna een kabinet van VVD en CDA gedoogd door PVV. Onder informateur Ivo Opstelten werd tussen die drie partijen onderhandeld. Met name binnen het CDA was er verdeeldheid over regeren met de PVV. Binnen de CDA-fractie waren er dissidenten, waardoor de PVV de onderhandelingen stopte. Onder Tjeenk Willink werd geconcludeerd dat na het opstappen van dissident Ab Klink de PVV weer wilde onderhandelen, wat onder leiding van Opstelten op 28 september werd afgerond. De fracties stemden in met het akkoord, alsmede het CDA-kabinetsformatiecongres. Onder formateur Mark Rutte werd vervolgens gezocht naar bewindspersonen, die op 14 oktober beëdigd werden.
Het was de laatste formatie waar het staatshoofd een rol speelde. Met name bij de PVV was er ontevredenheid over een aantal acties van koningin Beatrix tijdens de formatie. Na afloop van de formatie was er daardoor een meerderheid om de Tweede Kamer voortaan (in)formateurs aan te laten wijzen.

## Achtergrond

### Tweede Kamerverkiezingen

Samenstelling van de nieuw geïnstalleerde Tweede Kamer tijdens de formatie:
SP (15)
PvdD (2)
PvdA (30)
GL (10)
D66 (10)
VVD (31)
SGP (2)
CU (5)
CDA (21)
PVV (24)

Bij de verkiezingen werd de VVD onder leiding van Mark Rutte de grootste partij met 31 zetels. De partij werd op de voet gevolgd door de sociaaldemocratische Partij van de Arbeid (PvdA) met 30 zetels. Het CDA — daarvoor acht jaar lang de grootste partij — halveerde van 41 naar 20 zetels. Door het grote verlies trok premier Jan Peter Balkenende zich terug als CDA-partijleider en werd opgevolgd als fractievoorzitter door Maxime Verhagen. De PVV van Geert Wilders kreeg er de meeste zetels bij en steeg van 9 naar 24 zetels.

## Informateur Rosenthal

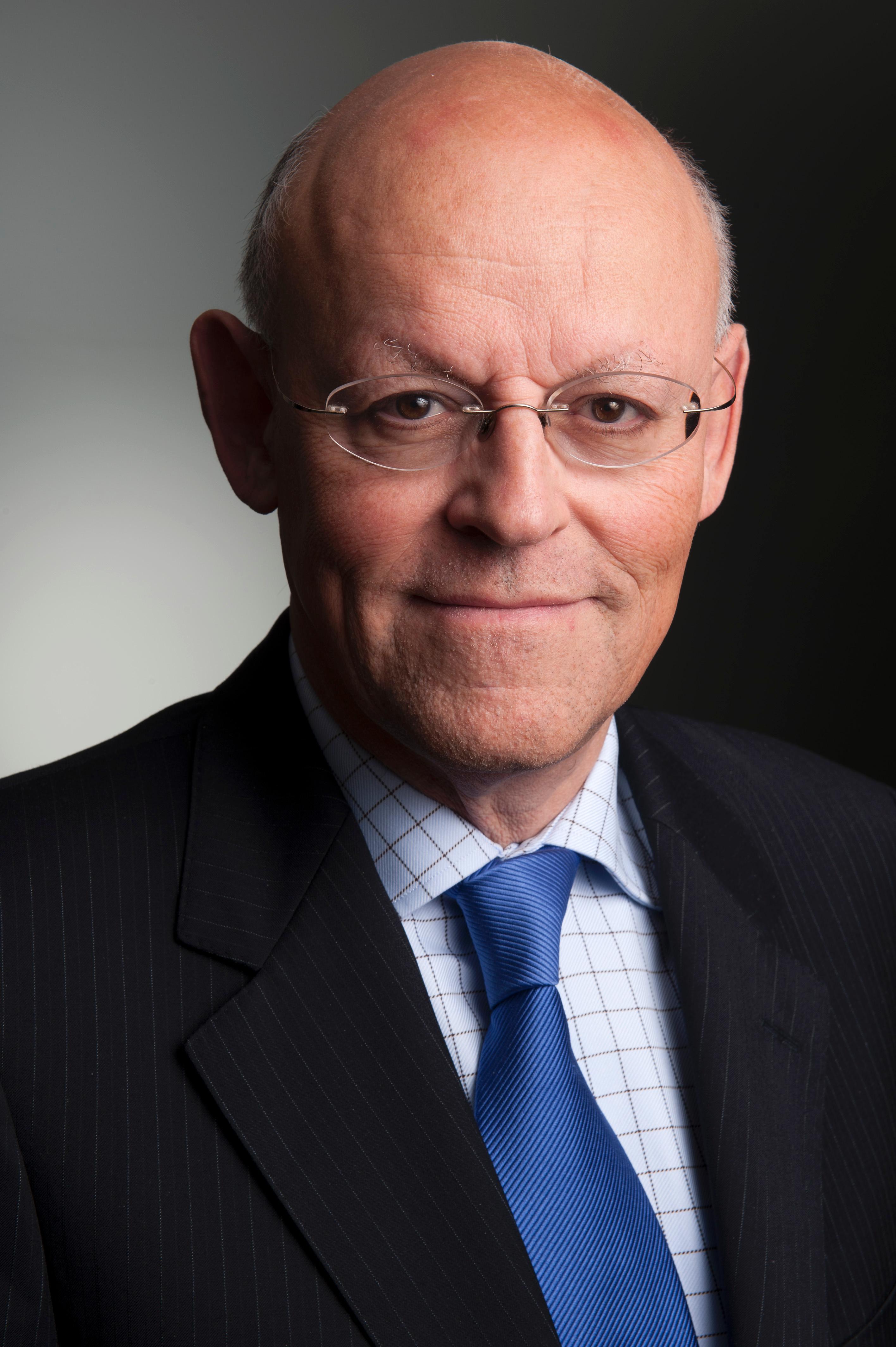
Informateur Uri Rosenthal (VVD). Foto uit 2011.

De dag na de verkiezingen ontving koningin Beatrix haar vaste adviseurs; de voorzitters van de Eerste en de Tweede Kamer, respectievelijk René van der Linden en Gerdi Verbeet, en de vice-president van de Raad van State, Herman Tjeenk Willink. Een dag later adviseerden de meeste fractievoorzitters haar een informateur van de VVD aan te wijzen om een kabinet van VVD, PVV en CDA te onderzoeken. Op voordracht van Rutte werd VVD-fractievoorzitter in de Eerste Kamer Uri Rosenthal benoemd. Zijn opdracht was om "mede gelet op de moeilijke situatie waarin ons land verkeert" op korte termijn de mogelijkheden voor een kabinet te onderzoeken "waarvan de grootste partij en de grootste winnaar" deel uitmaken. Rosenthal en latere (in)formateurs werden bijgestaan door twee raadsadviseurs, waaronder Kajsa Ollongren, en de directeur van de Rijksvoorlichtingsdienst Henk Brons.
| Partijen           | % kiezers | Zetels | Zetels |
| Partijen           | % kiezers | TK     | EK     |
| ------------------ | --------- | ------ | ------ |
| VVD, PVV, CDA      | 35%       | 76     | 35     |
| VVD, PvdA, D66, GL | 33%       | 81     | 34     |
| VVD, PvdA, CDA     | 10%       | 82     | 49     |
| VVD, PvdA, SP      | 9%        | 76     | 40     |

### Verkenning kabinet met PVV
Op 14 juni ontving Rosenthal elke fractievoorzitter. Rutte gaf de voorkeur aan een coalitie van VVD, PVV en CDA, wat voor Wilders zelfs de enige mogelijkheid was. Verhagen gaf aan dat het CDA wat betreft kabinetsdeelname "bescheidenheid past". Verhagen wilde verder dat eerst VVD en PVV onderling op hoofdlijnen onderhandelden, voordat CDA mogelijk zou aansluiten. Iets wat door met name Wilders werd afgewezen. Behalve de Staatkundig Gereformeerde Partij (SGP) achtten alle andere partijen deelname aan een kabinet met PVV onwaarschijnlijk of sloten het uit. Omdat Verhagen volhield na nog twee gesprekken, sloot Rosenthal deze informatiepoging af met een verslag aan de koningin.

### Verkenning paarsplus
Rosenthal ging vervolgens afzonderlijk in gesprek met Rutte, Verhagen, PvdA-leider Job Cohen, D66-leider Alexander Pechtold en GroenLinks-leider Femke Halsema om een coalitie tussen hun partijen te verkennen. PvdA, D66 en GroenLinks gaven de voorkeur aan paarsplus, bestaande uit hun partijen plus VVD. Rutte zag deze coalitie vanwege "grote programmatische verschillen" niet zitten en concludeerde na twee dagen besprekingen "dat er op dit moment geen perspectief is voor onderhandelingen".
Ruttes tweede voorkeur, een middencoalitie van VVD, PvdA en CDA, werd daarna verkend. Verhagen toonde zich "in het landsbelang" bereid mee te praten, maar de optie was voor Cohen "onwenselijk". Cohen wilde alleen meepraten als D66 en GroenLinks aansloten (de Regenboogcoalitie). Deze optie kon niet op steun rekenen van Halsema en Pechtold en Cohen zelf kwam daar al binnen een uur op terug. SP-leider Emile Roemer opperde nog een coalitie van PvdA, CDA, SP en GroenLinks, maar dit werd door de andere fractievoorzitters afgewezen. Na deze mislukte pogingen stuurde Rosenthal op 25 juni zijn eindverslag waarin hij adviseerde om een VVD- en een PvdA-informateur aan te stellen om een kabinet in het brede politieke midden te vinden.

## Informateur Tjeenk Willink (1)

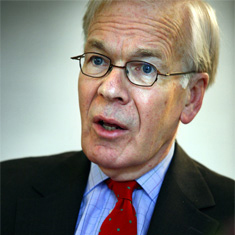
Informateur Herman Tjeenk Willink (PvdA). Foto uit 2017.

Naar aanleiding van het eindverslag van Rosenthal liet de koningin zich op 25 juni adviseren door de fractievoorzitters van 'het brede midden' (VVD, PvdA, CDA, D66, GroenLinks). Dit leidde niet tot een eenduidige richting. De koningin benoemde diezelfde avond Tjeenk Willink tot informateur. Tjeenk Willink ging op 28 juni in gesprek met zijn voorganger Rosenthal en met de fractievoorzitters van het brede midden. Tjeenk Willinks voorkeur voor een coalitie van die vijf partijen, met een akkoord op hoofdlijnen en met partijleiders in de Kamer werd afgewezen.
Op 29 juni vond nog het debat met de oud-informateur Rosenthal plaats. Onderwerp van het debat was vooral waarom een kabinet met VVD, PVV en CDA niet mogelijk was gebleken. CDA had regeren met PVV in de campagne namelijk niet uitgesloten. Verhagen gaf als reden de "grote principiële verschillen [...] met betrekking tot de democratische rechtsstaat". Verhagen herhaalde dat VVD en PVV eerst samen uit Wilders' standpunten zoals "kopvoddentaks, het verbieden van de Koran en de strijd tegen de islam" moesten komen voordat CDA aanschoof. Rutte omarmde dit voorstel en nodigde Wilders hiertoe zevenmaal uit in het debat, maar Wilders weigerde.

### Tweede verkenning paarsplus
Na een nieuwe ronde gesprekken met de vijf fractievoorzitters uit het brede midden onderzocht Tjeenk Willink wederom paarsplus. Rutte verklaarde zich bereid hierover te spreken als Cohen zijn blokkade tegen de middencoalitie zou opheffen. Daarop hief Cohen die blokkade op. De fractievoorzitters van paarsplus kwamen op 1 en 2 juli in het geheim samen bij Tjeenk Willink thuis en concludeerden dat de coalitie realiseerbaar was. VVD en PvdA schoven voor de onderhandelingen als informateurs respectievelijk Rosenthal en voormalig PvdA-fractievoorzitter Jacques Wallage naar voren. D66 en GroenLinks bepleitten nog alternatieven, maar legden zich er uiteindelijk bij neer. Beide informateurs mochten echter niet zitting nemen in een eventueel paarsplus kabinet. Op 5 juli bracht Tjeenk Willink eindverslag uit met het advies te onderhandelen over paarsplus.
Bij zijn eindverslag had Tjeenk Willink op persoonlijke titel een bijlage geschreven. De bijlage was getiteld "Wat kan binden in plaats van scheiden" en had als doel te benoemen wat de paarsplus-partijen kon binden. Daarin schreef hij onder meer over inburgering van vreemdelingen en over Europese samenwerking op het terrein van politie en justitie. Wilders vond dit ongepast voor een informateur. Hij gaf aan Tjeenk Willink in de toekomst niet meer als informateur te willen en vroeg in Kamervragen of Tjeenk Willink afgezet kon worden als vice-president van de Raad van State. Wilders vermoedde dat hij met de notitie ook de mening van de koningin vertolkte en riep op tot het einde van de koningin als onderdeel van de regering.

## Informateurs Rosenthal en Wallage

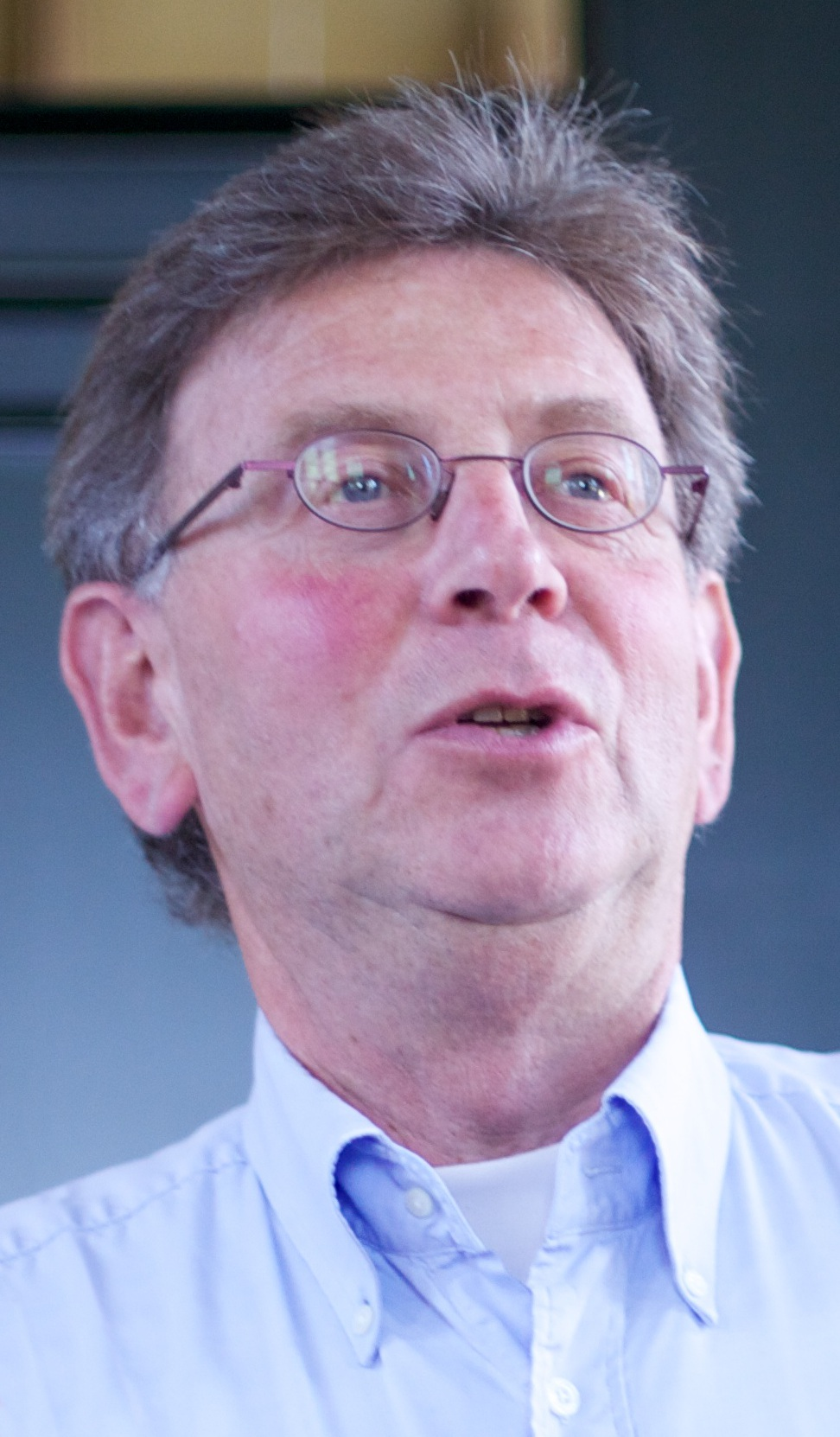
Informateur Jacques Wallage (PvdA). Foto uit 2011.

De koningin nam het advies van Tjeenk Willink over en benoemde op 5 juli Rosenthal en Wallage tot informateurs. De onderhandelaars spraken af om richting pers en publiek een 'radiostilte' te hanteren. Op 12 juli stonden de informateurs de pers te woord en spraken van een "plezierige sfeer" en een "opmerkelijk goede onderlinge verstandhouding". Vooral de sfeer tussen generatiegenoten Rutte, Pechtold en Halsema was uitstekend en soms jolig volgens Halsema in haar memoires. De verstandhouding tussen de twee informateurs was daarentegen slechter en hen werd gebrekkige regie verweten.

### Inhoud
Inhoudelijk werd er aan het begin veel vooruitgang geboekt. Het regeerakkoord moest van beperkte omvang worden en ruimte laten voor "vrije kwesties", waar fracties zelf mochten kiezen. Het kabinet zou bestaan uit acht ministers en gehuisvest worden op het Catshuis. De twaalf staatssecretarissen moesten dan de departementen runnen. Overeenstemming werd onder meer bereikt op hervormingen van het belastingstelsel, het ontslagrecht, de Werkloosheidswet en bezuinigingen op woningbouw en defensie. Zelfs op het gebied van immigratie en integratie bleken de verschillen overbrugbaar.
Verdere versoepeling van het ontslagrecht en hervorming van de hypotheekrenteaftrek werden echter tegengehouden door respectievelijk PvdA en VVD, waardoor de onderhandelingen vastliepen. Er was ook geen overeenstemming over het totaal aan bezuinigingen. Rutte had in zijn verkiezingsprogramma een grote bezuiniging beloofd en stelde in de onderhandelingen 18 miljard als minimum, wat niet gehaald werd. Op vrijdag 16 juli stelden de onderhandelaars en informateurs vast dat er geen vooruitgang geboekt werd. Besloten werd om een weekend pauze te hebben.

### Einde van paarsplus
Dat weekend praatte Rutte zijn partijtop bij over de onderhandelingen. Hij kreeg van hen steun hoewel paarsplus niet hun eerste voorkeur was. Partijprominenten zoals Hans Wiegel en Henk Vonhoff keerden zich echter tegen paarsplus. In de peilingen zakte de VVD tevens naar 23 zetels, terwijl de PVV steeg naar 35 zetels. Op maandag werd geconcludeerd dat de pauze geen nieuwe inzichten had gebracht. De informateurs poogden om de verschillen te overbruggen, maar op dinsdag meldden zowel Rutte als Cohen dat zij geen perspectief meer zagen in de onderhandelingen. Een dag later brachten Rosenthal en Wallage daarom hun eindverslag aan bij de koningin.

## Informateur Lubbers

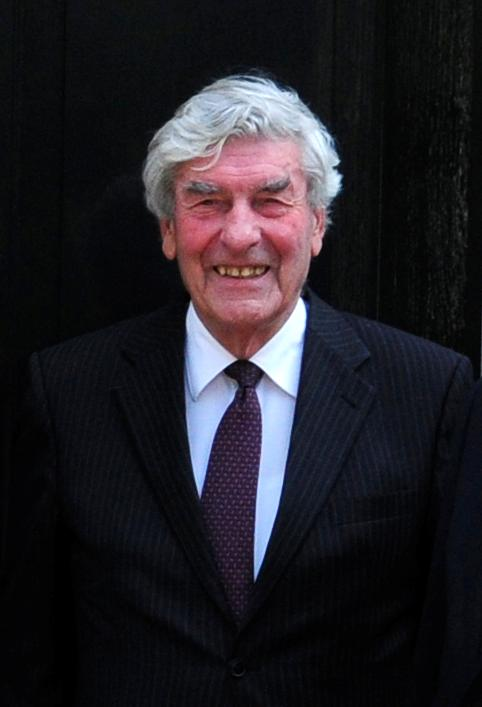
Informateur Ruud Lubbers (CDA). Foto uit 2011.

Rosenthal en Wallage hadden geen advies voor vervolgstappen geformuleerd. Rutte stelde daarom via de media voor om zelf een conceptregeerakkoord te schrijven waarop andere partijen konden intekenen. Verhagen steunde zo'n opdracht, maar dit plan werd afgeraden door Kamervoorzitter Verbeet. De koningin werd geadviseerd om opnieuw een ronde te maken langs alle fractievoorzitters om de opties te verkennen. Tjeenk Willink vond zichzelf hiervoor niet geschikt, vanwege de commotie omtrent zijn bijlage in de vorige ronde. Daarop werd voormalig CDA-premier en minister van Staat Ruud Lubbers benoemd als informateur. Tegen gebruik in zegt Lubbers bij de persconferentie dat de koningin het voorstel van Rutte "een waagstuk" vindt.

### Verkenning
Rutte gaf in zijn gesprek met Lubbers aan een voorkeur te hebben voor samenwerking met CDA en PVV, desnoods met PVV als gedoogpartner. Cohen vond dat dit rechtse kabinet onderzocht moest worden omdat de mogelijkheid onderhandelingen over paarsplus bemoeilijkte. Hij reageerde opnieuw niet enthousiast over een middenkabinet omdat het 'niet in het belang van het land' was. Halsema adviseerde eveneens een rechts kabinet te onderzoeken, maar hoopte nog steeds op een meerderheidscoalitie zonder de PVV. Lubbers waarschuwde Cohen en Halsema dat als ze gingen onderhandelen en rechts kabinet zou kunnen slagen.
Wilders bepleitte ook een rechts kabinet en prefereerde inmiddels de gedoogconstructie. Lubbers — bekend als criticaster van Wilders — vroeg of Wilders bezwaren had als minister van Justitie Ernst Hirsch Ballin aanbleef, waarmee Wilders akkoord ging. Lubbers hoopte dat Hirsch Ballin Wilders zou kunnen temmen. Verhagen bepleitte een middenkabinet, maar werd door Lubbers voor het blok gezet dat een andere optie dan over rechts niet mogelijk was. Verhagen gaf aan dat dit eerst te moeten overleggen met zijn fractie, en alleen als PvdA niet meewerkte aan middenkabinet.
Desalniettemin publiceerde Lubbers in overleg met Rutte direct na het gesprek met Verhagen een verklaring dat VVD, PVV en CDA met elkaar zonder zijn aanwezigheid moesten onderhandelen over een gedoogkabinet. In de verklaring merkte Lubbers zelf al op dat de gedoogconstructie niet binnen zijn opdracht viel, wat hem op kritiek kwam staan van een aantal fractievoorzitters. De verklaring was gepubliceerd nog voordat alle gesprekken met fractievoorzitters waren afgerond, tot onvrede van de gepasseerde fractievoorzitters.

### Gesprekken zonder Lubbers
Op 24 juli gaf de CDA-fractie, ondanks hun bezwaren, unaniem groen licht voor informele gesprekken met Rutte en Wilders. Vanaf 26 juli overlegden de drie fractievoorzitters op het ministerie van Buitenlandse Zaken, waar Verhagen nog demissionair minister was. In de Verklaring van 30 juli erkenden de partijen de "verschillen van mening over aard en karakter van de islam", maar "accepteren elkaars verschil van inzicht hierover". Daarom werd gekozen voor een kabinet met gedoogsteun van PVV. Het gedoogakkoord zou zich beperken tot onderwerpen waarop de drie het eens konden worden, terwijl afgesproken werd dat Wilders geen moties van afkeuring of wantrouwen mocht steunen op onderdelen uit het regeerakkoord.
Tot onvrede van Lubbers, die graag zelf informateur was gebleven, droegen de drie fractievoorzitters VVD-partijvoorzitter Ivo Opstelten aan als informateur. Lubbers wilde verder gesprekken voeren met andere fracties, maar staakte na het weekend zijn verzet. Op 3 augustus overhandigde Lubbers zijn eindverslag aan de koningin met de aanbeveling Opstelten als informateur te laten bemiddelen tussen de drie partijen.

## Informateur Opstelten (1)

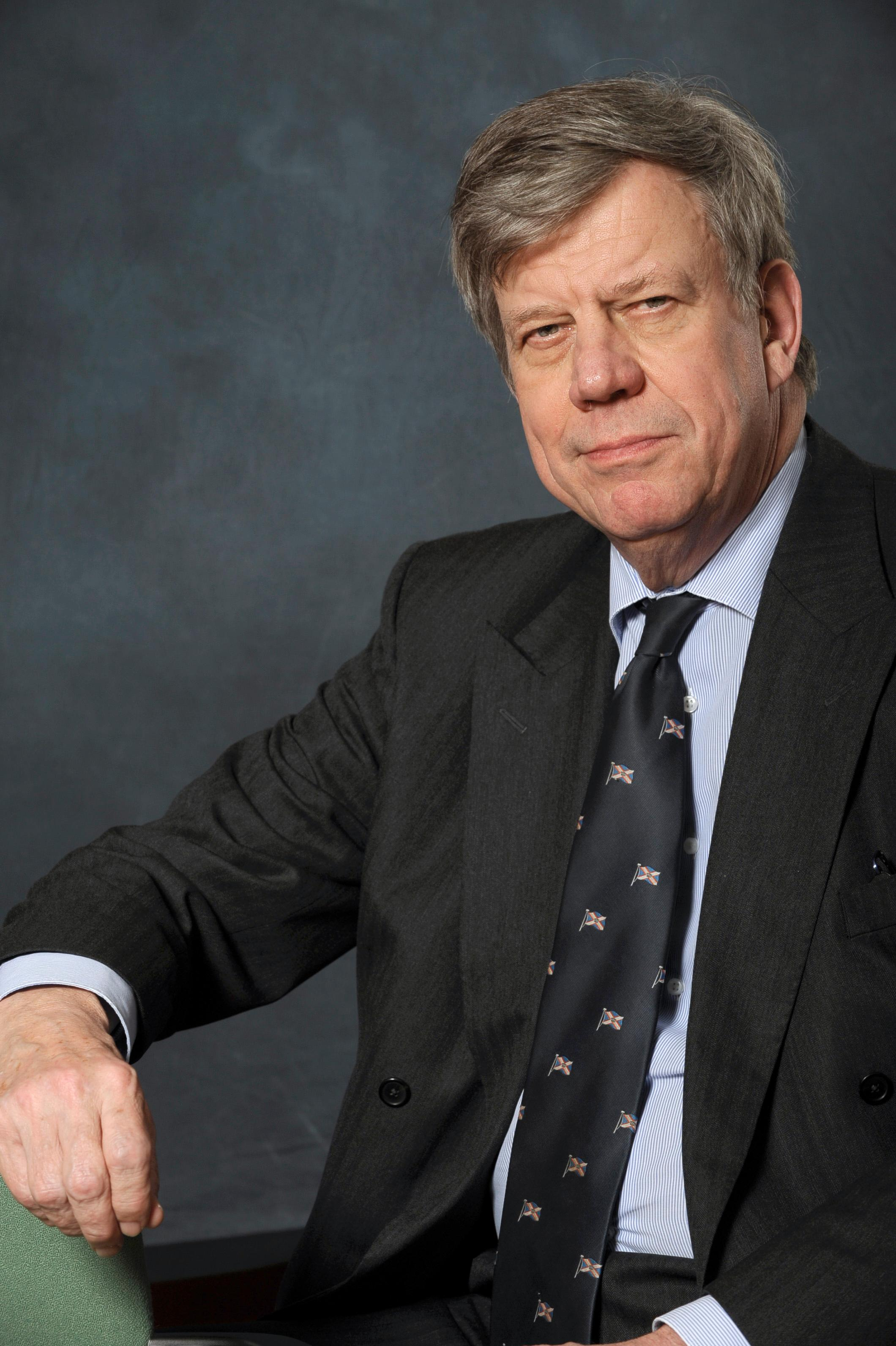
Informateur Ivo Opstelten (VVD). Foto uit 2011.

Na gesprekken met haar vaste adviseurs op 4 augustus nam de koningin het advies over om Opstelten te benoemen als informateur. Zijn opdracht was om "onderzoek in te stellen naar de spoedige totstandkoming van een stabiel kabinet van VVD en CDA dat met de steun van PVV kan rekenen op een vruchtbare samenwerking met de Staten-Generaal." In de onderhandelingen werden de fractievoorzitters vergezeld door Tweede Kamerleden Edith Schippers (VVD) en Ab Klink (CDA), en Europarlementariër Barry Madlener (PVV).

### Javaberaad
Gedurende de onderhandelingen rezen bij diverse CDA'ers twijfels over samenwerking met de PVV. Binnen de fractie waren dit Kamerleden Kathleen Ferrier en Ad Koppejan en kandidaat-Kamerlid Jan Schinkelshoek die alvast aanwezig mocht zijn bij fractievergaderingen. Het drietal vormde samen met kandidaat-Kamerleden Pieter Omtzigt en Hein Pieper de basis van het "Javaberaad". Deze groep kwam al sinds de aanstelling van informateur Lubbers wekelijks samen. Soms namen ook kandidaat-Kamerlid Jack Biskop, Eerste Kamerlid Rob van de Beeten en oud-minister Cees Veerman deel aan de besprekingen.
Ook buiten dit beraad was er binnen het CDA kritiek op samenwerking met de PVV, waaronder door oud-premiers Dries van Agt en Piet de Jong. Hirsch Ballin polste zelfs op 17 augustus Halsema voor een coalitie van VVD, CDA, GroenLinks en ChristenUnie, maar kreeg ondanks de belangstelling van Halsema zijn eigen partijtop hier niet in mee. Bij de VVD was er verzet van onder meer oud-ministers Joris Voorhoeve, Gijs de Vries, Pieter Winsemius en oud-Kamervoorzitter Frans Weisglas, maar dit bleef in vergelijking met de CDA beperkt.

### CDA-dissidenten

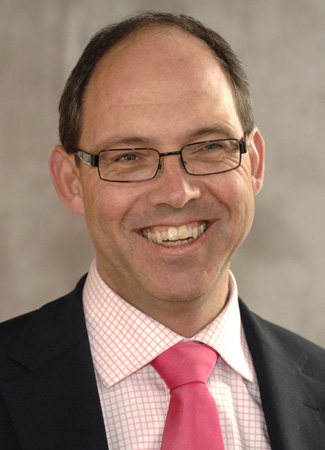
Tweede Kamerlid Ab Klink (CDA). Foto uit 2007.

Klink was kritischer op samenwerking dan Verhagen en gaandeweg de onderhandelingen botsten zij vaker. Dit werd bij de fractie bekend toen Klink op 24 augustus bij de fractievergadering zei ongelukkig te zijn met de gang van zaken. Verhagen had zich daarvoor juist tevreden geuit over de voortgang. Klink opperde een time-out, iets wat hij twee dagen eerder met Hirsch Ballin had besproken, maar kreeg buiten het Javaberaad geen steun hiervoor. De volgende dag werd Klink eenmalig vervangen als secondant door minister van Financiën Jan Kees de Jager, maar Klink ging daarna verder als onderhandelaar. Op 30 augustus liet Klink Verhagen en Bleker weten alsnog te stoppen als onderhandelaar. In de nacht stuurde hij hen een brief waarin hij zijn worsteling uiteen zette. Overdag liet Schinkelhoek weten af te zien van zijn Kamerzetel en schreven Ferrier en Koppejan in een brief dat een coalitie met gedoogsteun van PVV voor hen geen optie meer was.
Leden van het partijbestuur en de fractie dreigden Klink die ochtend dat hij uit de fractie gezet zou worden als hij zich niet naar de fractielijn conformeerde. Bij een fractievergadering die middag werd dit richting de drie fractieleden herhaald en las Bleker zelfs de ontslagprocedure voor. Dit werd door de drie dissidenten als intimiderend ervaren. Bij het partijbestuur verklaarden de drie de volgende dag bereid te zijn het onderhandelingsresultaat af te wachten. Het drietal moest ook langskomen bij minister van Sociale Zaken Piet Hein Donner, die van hen eisten dat ze een verklaring ondertekenden om zich te binden aan het aangekondigde CDA-congres, wat zij weigerden. Uiteindelijk gingen ze akkoord met een verklaring die bepaalde dat ze het resultaat van de onderhandelingen en het congres zouden meewegen. De brief van Klink was inmiddels uitgelekt en na een vergadering bracht de fractie naar buiten dat er "grote bezwaren" waren, maar dat die "op basis van de inhoud van het resultaat van de onderhandelingen" weggenomen konden worden. Klink stopte als onderhandelaar, maar bleef als fractielid.

### Einde van onderhandelingen
Op 2 september kwamen de onderhandelende fractievoorzitters weer bijeen, nadat de onderhandelingen vanwege de problemen bij CDA stil hadden gelegen. Ondanks beloftes van Verhagen twijfelde Wilders of het CDA alle benodigde zetels zou leveren aan de coalitie. Hij verlangde van Verhagen dat de dissidenten een schriftelijke verklaring zouden opstellen dat zij zich zouden conformeren aan een ja van het CDA-congres. Ondanks dat Donner eerder iets vergelijkbaars had geëist, gaf Verhagen aan dit om constitutionele redenen niet te kunnen eisen. De volgende dag beëindigde Wilders de besprekingen omdat hij geen vertrouwen had in de CDA-fractie. Op 4 september leverde Opstelten zijn eindverslag op, waarin hij concludeerde dat een stabiel kabinet van VVD en CDA met steun van PVV niet mogelijk was gebleken.
Rutte kandideerde zich direct na het beëindigen van de onderhandelingen weer als informateur om een proeve te schrijven voor een regeerakkoord. Op 6 september peilde Rutte ook of de middencoalitie van VVD, PvdA en CDA een optie was, waartoe Verhagen en Cohen bereid waren. Diezelfde dag kondigde Klink aan op te stappen als Kamerlid, omdat hij naar eigen zeggen niet meer geloofwaardig kon functioneren in de fractie. Verhagen bevestigde na de fractievergadering dat er "zeker wat veranderd is door het vertrek van de heer Klink", maar voor Wilders was het nog te vroeg om de onderhandelingen te heropenen. De volgende dag draaide Wilders na zijn fractievergadering toch en was bereid te onderhandelen met VVD en CDA.

## Informateur Tjeenk Willink (2)
Hoewel tijdens een Kamerdebat op 7 september duidelijk was geworden dat er een meerderheid was voor voortzetting van de onderhandelingen van VVD, CDA en PVV, had de koningin had al voor de draai van Wilders adviezen ingewonnen bij de fractievoorzitters. Zij meende zich slechts te kunnen baseren op eindverslagen van informateurs en adviezen van de fractievoorzitters. Diezelfde avond bood ze daarom het informateurschap aan aan Rutte voor een proeve conform de eerdere adviezen. Toen Rutte dit echter weigerde, werd Tjeenk Willink opnieuw benoemd tot informateur om "op de kortst mogelijke termijn te informeren over de thans ontstane situatie en de stappen die genomen moeten worden". Dit besluit werd gezien als te formeel en een "strafronde".
Tjeenk Willink voerde op 8 en 9 september gesprekken met de fractievoorzitters, waarin wederom VVD, PVV, CDA en SGP pleitten voor een coalitie van VVD, PVV en CDA. Bij de drie partijen probeerde Tjeenk Willink meer garanties te krijgen over de stabiliteit, maar kreeg deze niet. De drie fractievoorzitters hadden vertrouwen in een goede afloop van de onderhandelingen, net als Opstelten met wie Tjeenk Willink ook sprak. Op 13 september presenteerde Tjeenk Willink zijn eindverslag. Het eindverslag was uitgesteld omdat op 11 september Wilders een speech hield bij een demonstratie tegen een islamitisch centrum in de buurt van Ground Zero. Deze speech werd met spanning afgewacht met het oog op de mogelijke rol als gedoogpartner. Uiteindelijk was deze speech milder dan gevreesd volgens commentatoren.

## Informateur Opstelten (2)

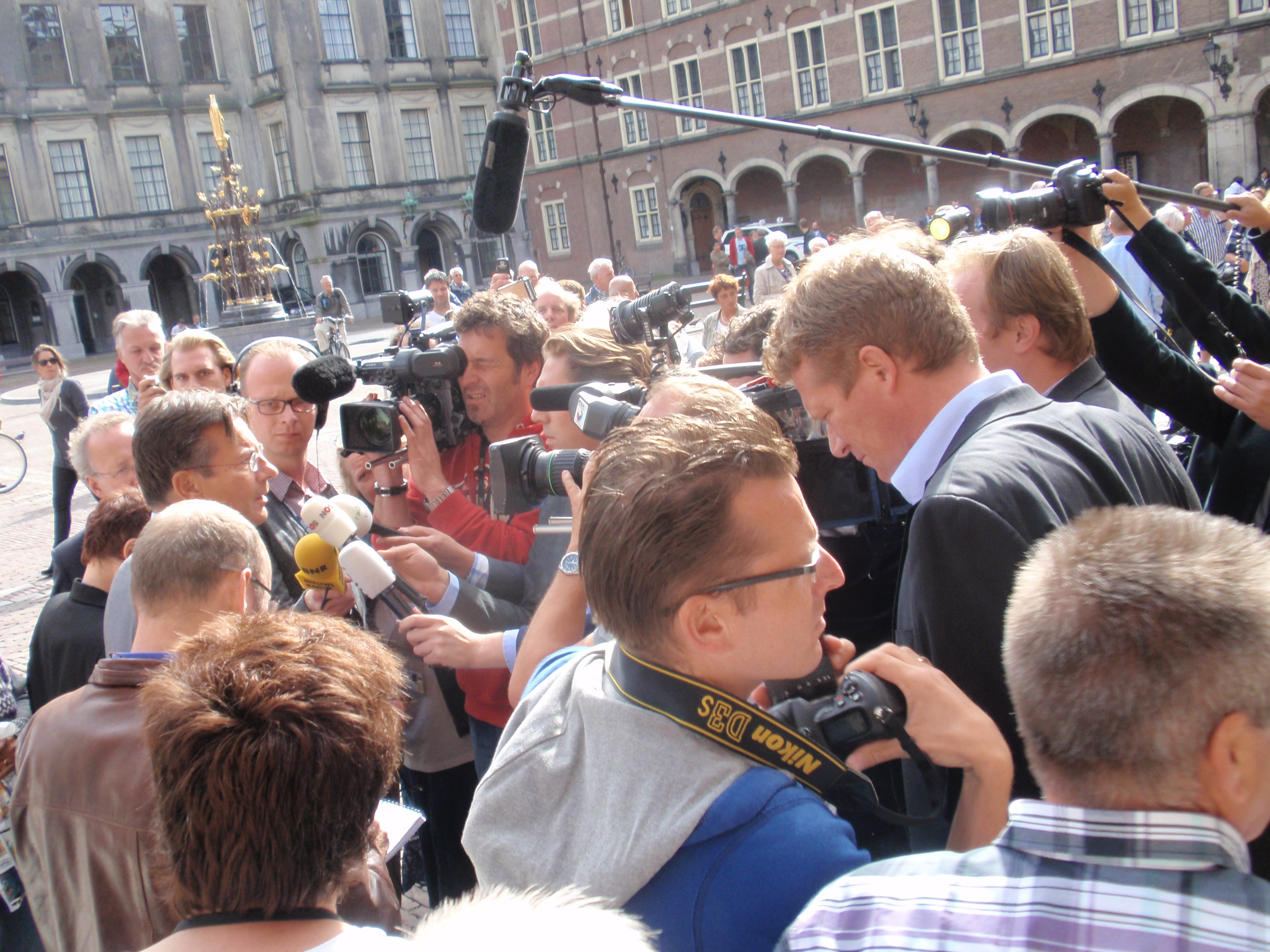
Verhagen wordt omringd door de pers op weg naar de informateur.

In zijn eindverslag beval Tjeenk Willink aan de onderhandelingen met VVD, PVV en CDA te hervatten onder leiding van informateur Opstelten, wat dezelfde dag door de koningin werd overgenomen. De onderhandelingen werden onder radiostilte hervat, met ditmaal Ank Bijleveld als secondant van Verhagen.
Bij het onderhandelen werd rekening gehouden met individuele Kamerleden om zo de kans op hun steun te vergroten. Koppejan mocht bijvoorbeeld invloed uitoefenen op de formulering over de ontpoldering van de Hedwigepolder, waar Koppejan fel tegen was. Het Zeeuwse onafhankelijke Statenlid Johan Robesin praatte hierover mee, en zou bij de Eerste Kamerverkiezingen acht maanden later op de coalitie stemmen. Voor PVV-Kamerlid Dion Graus werd in het regeerakkoord de 'dierenpolitie' met vijftig agenten aangekondigd. Daarnaast werd aan de wensen van SGP tegemoet gekomen.

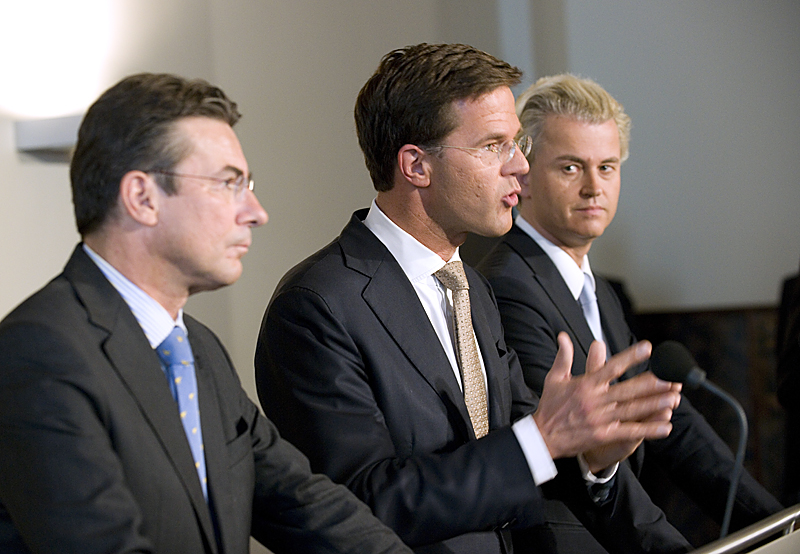
Rutte, Verhagen en Wilders presenteren het regeer- en gedoogakkoord.

Op 28 september bereikten de onderhandelaars definitieve overeenstemming, ondanks een teleurstellende doorrekening van het conceptregeerakkoord door het Centraal Planbureau. De akkoorden werden de volgende ochtend aan de fracties voorgelegd. VVD en PVV waren aan het einde van de middag akkoord.

### Overleg binnen CDA
Bij het CDA werd uitgebreider stilgestaan bij de akkoorden. Ferrier en Koppejan stemden bij de eindstemming tegen. Verhagen, Bijleveld en Bleker trokken zich vervolgens terug voor overleg. Ferrier en Koppejan werden na nog een confrontatie met Verhagen urenlang in een kamertje achtergelaten. Zij belden met hun medestanders Schinkelshoek, Van de Beeten en Hirsch Ballin, terwijl Camiel Eurlings arriveerde om naar verluidt Verhagen te kalmeren. Bijleveld, Bleker en partijbestuurslid Tony de Bos kwamen af en toe langs bij de twee dissidenten om nieuwe gezamenlijke conceptverklaringen voor te leggen. Ferrier en Koppejan weigerden, maar gingen uiteindelijk akkoord met een verklaring waarin zij aangaven met hun finale beslissing te wachten tot na het partijcongres, dat Bleker al in juni had aangekondigd over regeringsdeelname.
Om drie uur 's nachts kwam de fractie weer samen, wat wederom ontaardde in huilbuien en verwijten richting de dissidenten. Om verdere escalatie te voorkomen beëindigde Bleker de vergadering. Om kwart voor vier 's nachts stond Verhagen de pers te woord om te melden dat 'de overgrote meerderheid' instemde, en de hele fractie voor het eindoordeel het congres zwaar zou laten meewegen.
De volgende ochtend bespraken de drie fractievoorzitters de commentaren van hun fracties. Verhagen slaagde erin om in de migratieparagraaf — wat hij 'een shitparagraaf' noemde — nog Wilders' doelstelling van halvering van instroom niet-westerse immigranten te schrappen. Na dit overleg werden de akkoorden gepubliceerd en toegelicht door de fractievoorzitters.

### CDA-kabinetsformatiecongres
Op 2 oktober stemde het CDA-kabinetsformatiecongres met 68% van de stemmen in met regeringsdeelname. Ondanks de grote meerderheid voor regeren met PVV, voelden Koppejan en Ferrier zich gesteund door een toch grote minderheid die tegen regeren was. Op 5 oktober ging de CDA-fractie akkoord met kabinetsdeelname. Ferrier en Koppejan kregen, ondanks bezwaar van fractieleden, de expliciete vermelding dat zij kritisch zouden kijken naar de uitwerking van de akkoorden.
Diezelfde avond waren Koppejan en Ferrier te gast bij radioprogramma Met het Oog op Morgen en tv-programma Nieuwsuur. Koppejan zei daar dat zij Wilders wilden ontmaskeren en Wilders blij werd gemaakt met een dode mus omdat sommige afspraken strijdig waren met internationale verdragen. De volgende dag moesten Ferrier en Koppejan langskomen bij Verhagen, waar ze gevraagd werden of ze nog achter verklaring stonden, wat ze bevestigden. Rutte nam ook telefonisch contact op met Koppejan. Verhagen herbevestigde richting Rutte en Wilders de steun van alle CDA-fractieleden, waar Rutte en Wilders genoeg mee namen. In de avond bracht Opstelten zijn eindverslag uit, waarin hij adviseerde Rutte aan te stellen als formateur.

## Formateur Rutte

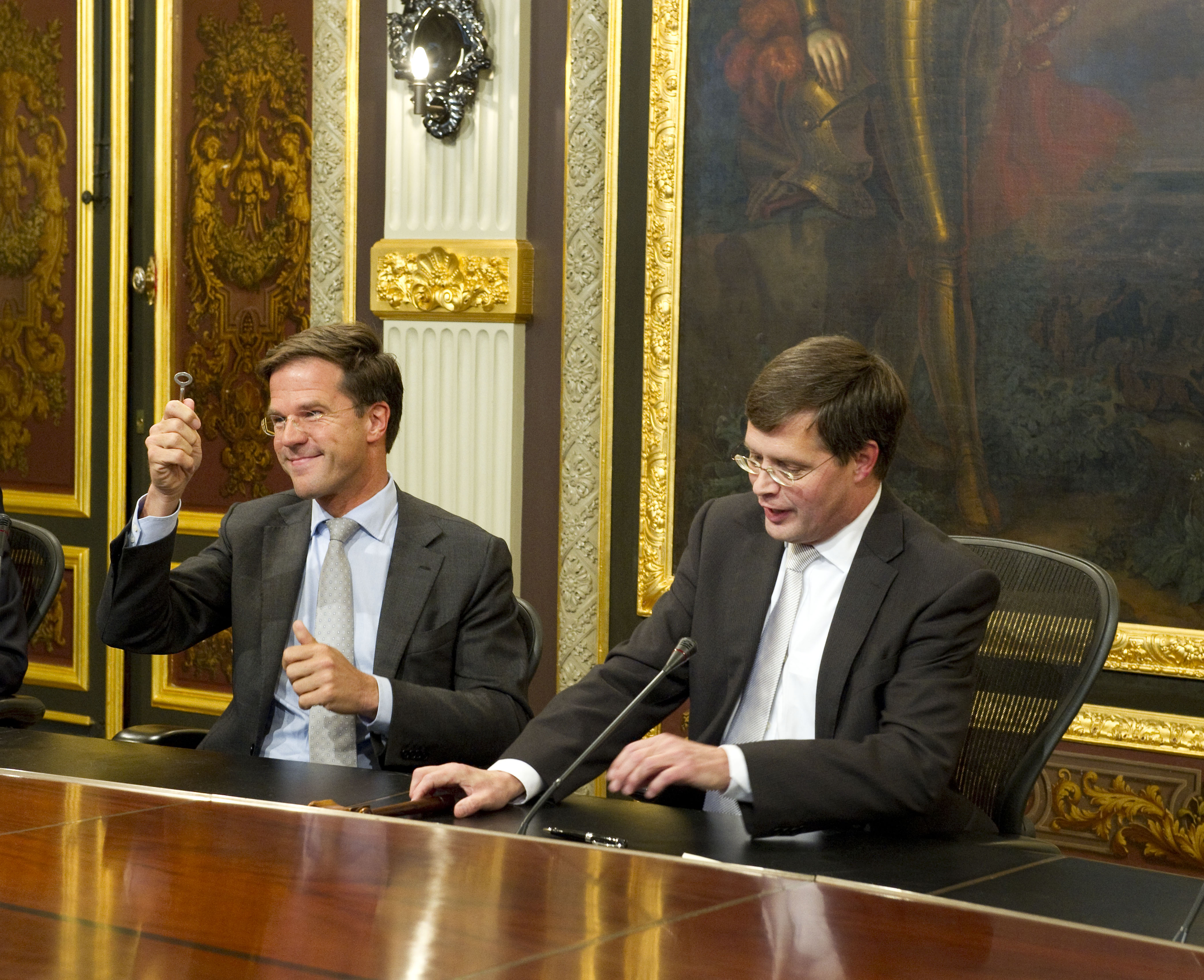
Premier Mark Rutte (links) die na afronding van zijn formateurschap de sleutel van het Torentje ontvangt van afscheidend premier Jan Peter Balkenende (rechts)

Op 7 oktober werd Mark Rutte door de koningin benoemd tot formateur. De twaalf ministersposten — vier minder dan voorgaand kabinet — en acht staatssecretariaten werden gelijk over de VVD en het CDA verdeeld. Tussen 8 en 13 oktober sprak Rutte met de beoogde bewindslieden. Beoogd minister voor Immigratie, Integratie en Asiel Gerd Leers moest daarnaast op aandringen van Verhagen ook op gesprek komen bij Wilders, omdat hij zich in het verleden zeer kritisch had uitgelaten over Wilders. Het constituerend beraad van 14 oktober leverde geen belemmeringen meer op. Diezelfde dag werd het kabinet-Rutte I beëdigd.

### Regeringsverklaring
Op 26 oktober legde minister-president Rutte de regeringsverklaring af. Hierin probeerde hij het CDA gerust te stellen door onder meer de vrijheid van godsdienst te benadrukken, maar ook de rechtse achterban aan te spreken door te wijzen op streng immigratiebeleid. Rutte werd tijdens het daaropvolgende debat, omdat hij net als Wilders in 2006 bezwaar had tegen de benoemingen van twee bewindspersonen met een dubbel paspoort, maar dat hij geen bezwaar had tegen het Zweeds paspoort van staatssecretaris Marlies Veldhuijzen van Zanten (CDA). Wilders diende wel een motie in die haar opriep afstand te doen van haar Zweedse paspoort, maar dit behaalde geen meerderheid. In de aanloop naar het debat hadden Koppejan en Ferrier overwogen nog een stemverklaring te geven met hun reserves tegenover het kabinet, maar Rutte overtuigde hen daar van af te zien.

## Nasleep

### Verloop kabinet

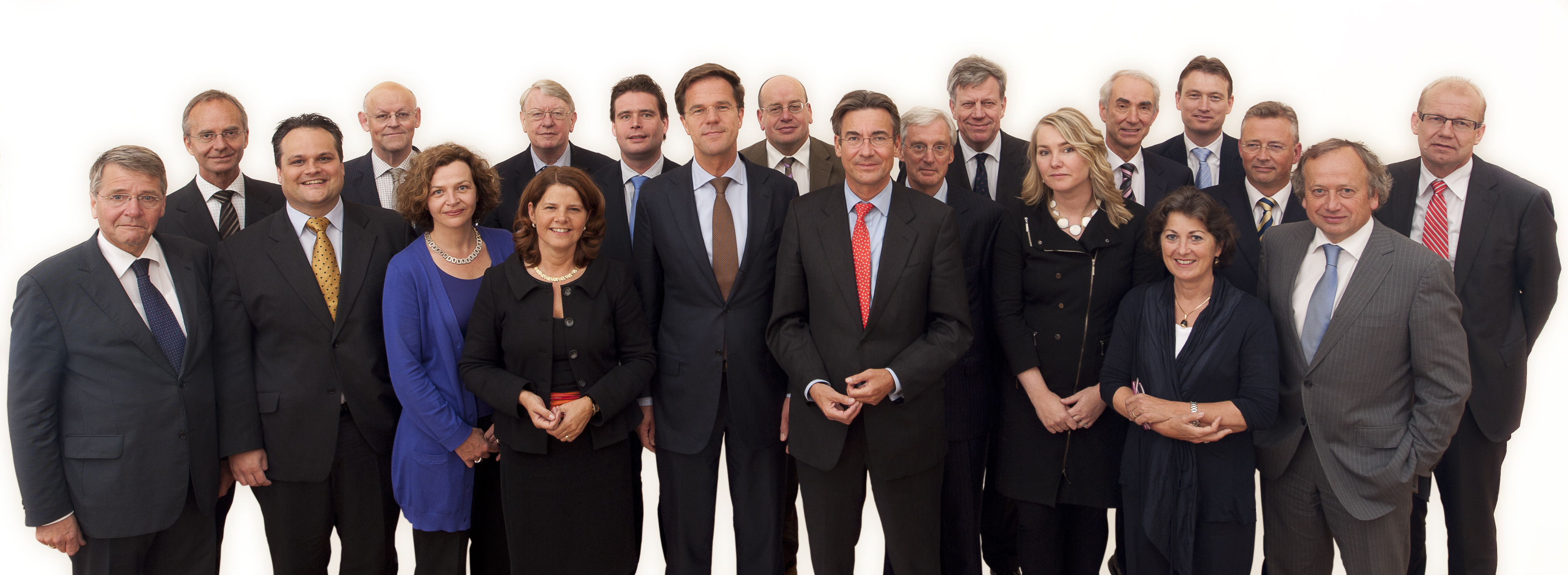
Ministers en staatssecretarissen van kabinet-Rutte I

Lubbers, die als informateur had bijgedragen aan de totstandkoming van het kabinet, keerde zich later tegen deze coalitie. Hij moedigde achter de schermen minister Leers aan om een crisis te creëren om het kabinet ten val te brengen.
Het kabinet had 76 zetels, maar verloor die meerderheid op 20 maart 2012 nadat Hero Brinkman zich afsplitste en de fractie Lid-Brinkman vormde. Hij gaf wel aan het kabinet te blijven steunen. Ruim een maand later kwam echter het kabinet alsnog ten val. Op 21 april 2012 stapte Wilders uit de besprekingen over de begroting van 2013. Diezelfde dag gaf Wilders ook aan dat zijn partij niet langer het kabinet gedoogde. Twee dagen later bood het kabinet zijn ontslag aan.

### Formaties zonder staatshoofd
Over de rol van koningin Beatrix was onvrede tijdens de formatie. In het bijzonder het aanwijzen van Lubbers op 21 juli en het aanstellen van Tjeenk Willink in september. Bij de PVV leefde het beeld dat deze aanstellingen politiek gemotiveerd waren en gericht tegen hen. In 2012 steunde de PVV daarom het voorstel om de rol van het staatshoofd te beperken in het formatieproces. Dit voorstel werd ingediend door D66 en verder gesteund door SP, PvdA, PvdD en GroenLinks. Sindsdien worden (in)formateurs niet meer aangewezen door het staatshoofd en wordt het staatshoofd slechts geïnformeerd over de voortgang.